# Mingora

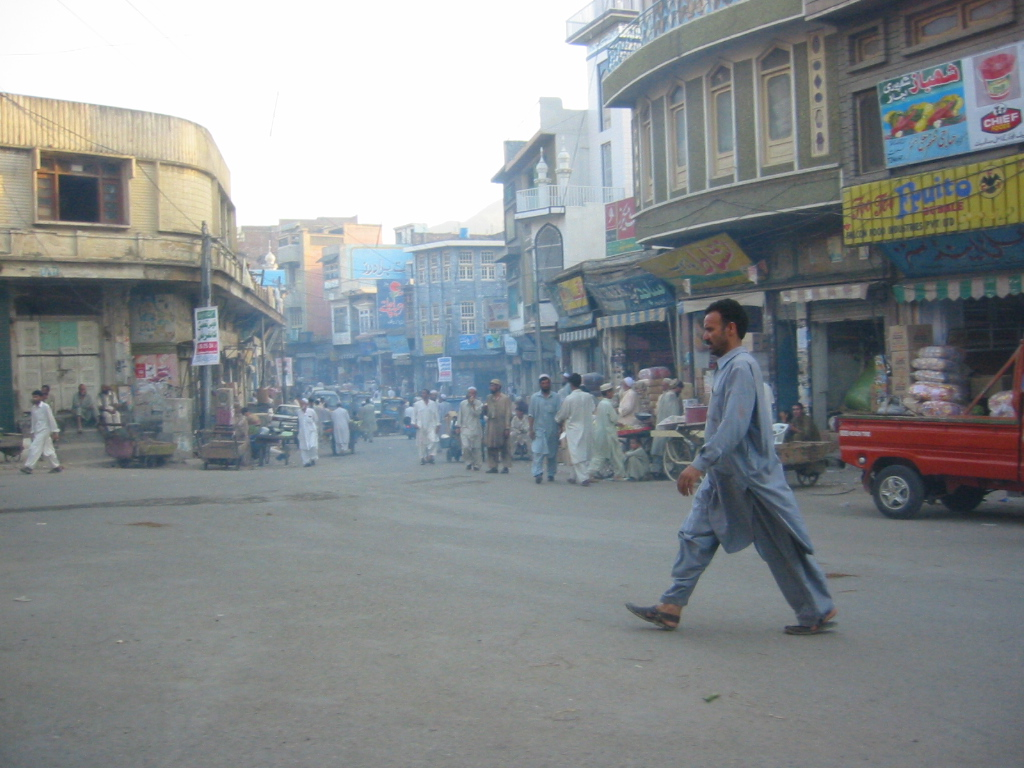
Uma rua no centro de Mingora

Mingora (também grafado Mingawara, Mangora ou Mingaora) (em pastó: مینګورہ) é a maior cidade da região de Suate, na província de Khyber-Pakhtunkhwa do Paquistão. Está localizada a uma altitude de 984 m acima do nível médio do mar nas margens do Rio Suate, a cerca de 2 km de Saidu Sharif, a presente capital de Suate. Em 1998 a população de Mingora foi estimada em cerca de 175 000 pessoas. A cidade foi em tempos um importante destino turístico, descrito pela rainha Isabel II do Reino Unido como a "Suíça" do Império Britânico. Contudo, com o advento do movimento talibã no Paquistão a indústria turística sofreu em resultado do conflito armado entre aquele movimento e as forças armadas do governo paquistanês. Em Março de 2009 a cidade de Mingora, tal como o resto da região de Suate, ficou sob controlo dos talibãs em resultado de um acordo de paz celebrado com o governo paquistanês. Contudo o acordo colapsou pouco depois e em Maio de 2009 as forças governamentais tomaram a cidade pela força.

## Pessoas famosas de Mingora
- Malala Yousafzai (1997–), ativista, laureada com o Nobel da Paz de 2014

## Nota
1. ↑  Location of Mingora - Falling Rain Genomics
2. ↑  Pakistani region where the brutal Taleban have taken control